# عصب نازک‌نئی مشترک
عصب نازک‌نی مشترک یا پرونئال مشترک یکی از شاخه‌های عصب سیاتیک است.
عصب سیاتیک طولانی‌ترین عصب انسان است که پس از خروج از شبکه عصبی خاجی (L4-S2) به پشت باسن و ران رفته در قسمت خلفی بالاتر از ران به دو شاخه به نامهای عصب درشت نیی و عصب نازک‌نئی مشترک (پرونئال) تقسیم می‌شود. عصب نازک‌نی مشترک در ادامه مسیر خود به دو عصب نازک‌نئی عمقی و سطحی تقسیم می‌شود.
عصب نازک‌نی مشترک به سر ماهیچه کوتاه دو سر ران عصب می‌دهد و به‌طور کلی حس قسمت قدامی و قسمت خارجی ساق پا و عضلات بازکننده (اکستنسور) انگشتان پا را تأمین می‌کند.
عصب نازک‌نئی مشترک هنگامی‌که به پائین می‌رود در گودی پشت زانو عصب پشت‌ساقی (سورال) جانبی و شاخه ارتباطی از آن جدا می‌شود، به زانو و مفصل‌های درشت‌نئی‌نازک‌نئی بالائی و ماهیچه پیشین درشت‌نئی عصب می‌دهد و در ادامه مسیر خود به دو عصب نازک‌نئی عمقی و سطحی تقسیم می‌شود.